# Паттина
Паттина (также Хаттина и Унки) — позднехеттское царство в IX—VIII веках до н. э. в нижнем течении реки Оронт, в долине Амук, у Исского залива.

## Название
Предшествующее Паттине царство на этих землях было, вероятно, создано во время катастрофы бронзового века в результате экспансии народов моря на территории Хеттского царства и его вассалов (Мукиш, Нухашше, Амурру, Ния). Найденные надписи, посвящённые божествам, позволили узнать название государства — страна Pa-TA5-sà-ti-ni или wa/i-TA4-sà-ti-ni.
Однако хеттолог Дж. Д. Хокинс, благодаря уточнению чтения знака L319 (TA4 = la/i) Е. Рикен и И. С. Якубовичем, заметил, что графемы T4/T5 лувийского иероглифического письма в период Новохеттского Царства передавались в клинописи как ali и ala, а в постхеттский период слились в la/i. Таким образом, восстановленное название страны звучало как Палистин или, позднее, Валистин (Palistin-/Walistin).
Исследователи отметили близкую схожесть название государства в долине Амук с библейскими филистимлянами (Pelištîm), отождествляемых, в свою очередь, с одним из племён коалиции «народов моря», обрушившихся на Восточное Средиземноморье в начале XII века до н. э., известным из египетских (Prst.w) и ассирийских (Palastú/Pilišta) надписей. Однако, несмотря на обнаруженное сильное эгейское влияние в Телль-Тайинате, говорить об однозначной связи раннего царства с филистимлянами пока не представляется возможным.

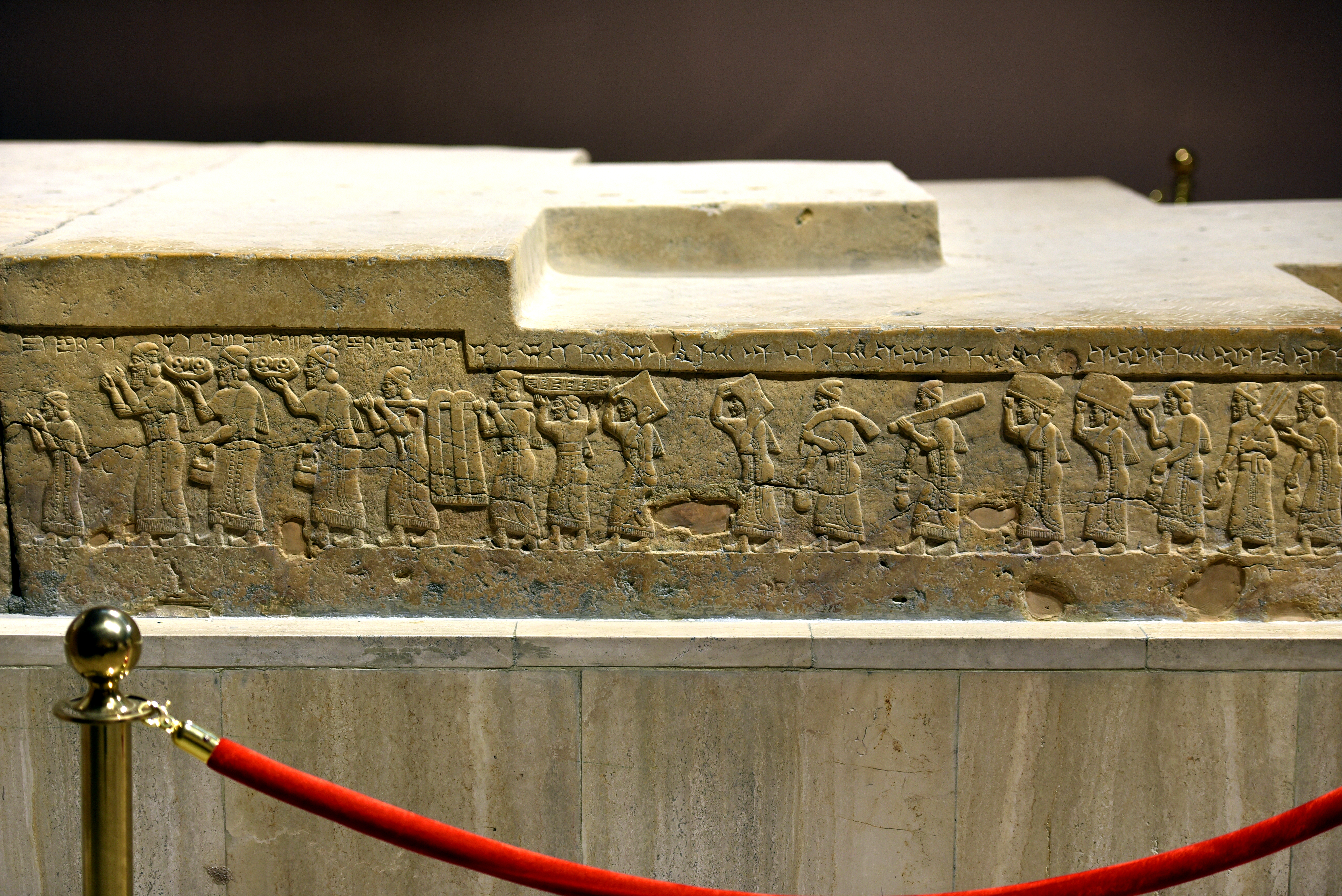
Процессия с данью, возглавляемая Кальпарундой из страны Унки. Деталь трона Салманассара III.

Поздняя история царства известна в основном по ассирийским хроникам, в которых оно называется именами, по которым и известно в современную эпоху.
Написание в новоассирийских надписях Pat(t)in(a) (аккад. KUR PA-ti-na-a-a), второго наименования, восходит к лувийскому иероглифическому Palistin. Изначально, название страны реконструировали как Хаттина, по аналогии с хеттским URUHattena из текстов Богазкёя, также читаемым как KURhat-ti-na-a-a, подразумевая указание на Хатти как обозначение лувийской части Верхней Сирии у ассирийцев. Однако упоминание KURpat-ti-nu среди сирийских государств в надписи Тиглатпаласара III подтвердило чтение политонима как Патина.
Другое название региона у ассирийцев (вероятно, более позднее) — Унки или Унку (аккад. KUR un-qi/qa-(aa), KURUnqaja), скорее всего, происходит из арамейского ʿmq (ˁmq, ˁAmūq) «низменная равнина», как на стеле Заккура. Оттуда же происходит современное название региона — Амук.
Некоторые исследователи приписывают это значение и лувийскому слову, по их мнению, лёгшему в основу политонима/этнонима «Палистин».

## География
Территория царства Патин простиралась на западе исторической Сирии, у побережья Средиземного моря, в долине Амик, у гор Амана, занимая часть территорий современных Турции (ил Хатай) и Сирии. К северу, в верхней долине реки Карасу располагалась царство Самаль. На юге проходила граница Унки с северными областями царства Хамат (и, вероятно, Лухути, поглощённого Хаматом около 796 до н. э.). На востоке Патина достигала областей Хальпы (современный Алеппо) и Арпада. От царства Куэ на северо-западе Паттин отделяли горы.
Согласно хронике Ашшурнацирапала II, он, в своём походе к Средиземному морю, до прибытия в Унки, пересёк реки Апр и Аранту — современные Африн и Оронт. Это позволяет в какой-то степени определить территорию Паттины — она включала, по крайней мере, часть долин этих двух рек.
Паттина, и вся Северная Сирия в целом, представляла собой узловые точки нескольких важных торговых путей древности, в частности, маршрута из Месопотамии в Каркемиш и дальше в Аль-Мину, что возле залива Александретта.

### Города
Наиболее известный город Паттины — её столица и место царской резиденции Киналуа (URUku/ki-na/nu-li/lu-a также Куналуа, Киналия, Киналува), ассоциируемым с Телль-Тайинатом недалеко от Алалаха. Вопрос идентичности Киналуа библейскому Халне (נלנו) и позднейшему ассирийскому Куланни (Куллани, Кулания, Кулланни(я), Кулния) остаётся открытым. Так, Гельб отрицал идентичность двух топонимов, и помещал ассирийский Куланни на городище Куллан-кёй, в 16 километрах юго-восточнее Арпада.
Аль-Мина (современное название) в устье Оронта, важный торговый центр, поддерживавший постоянные связи с древней Грецией и Кипром, вероятно, входил в царство Унки.

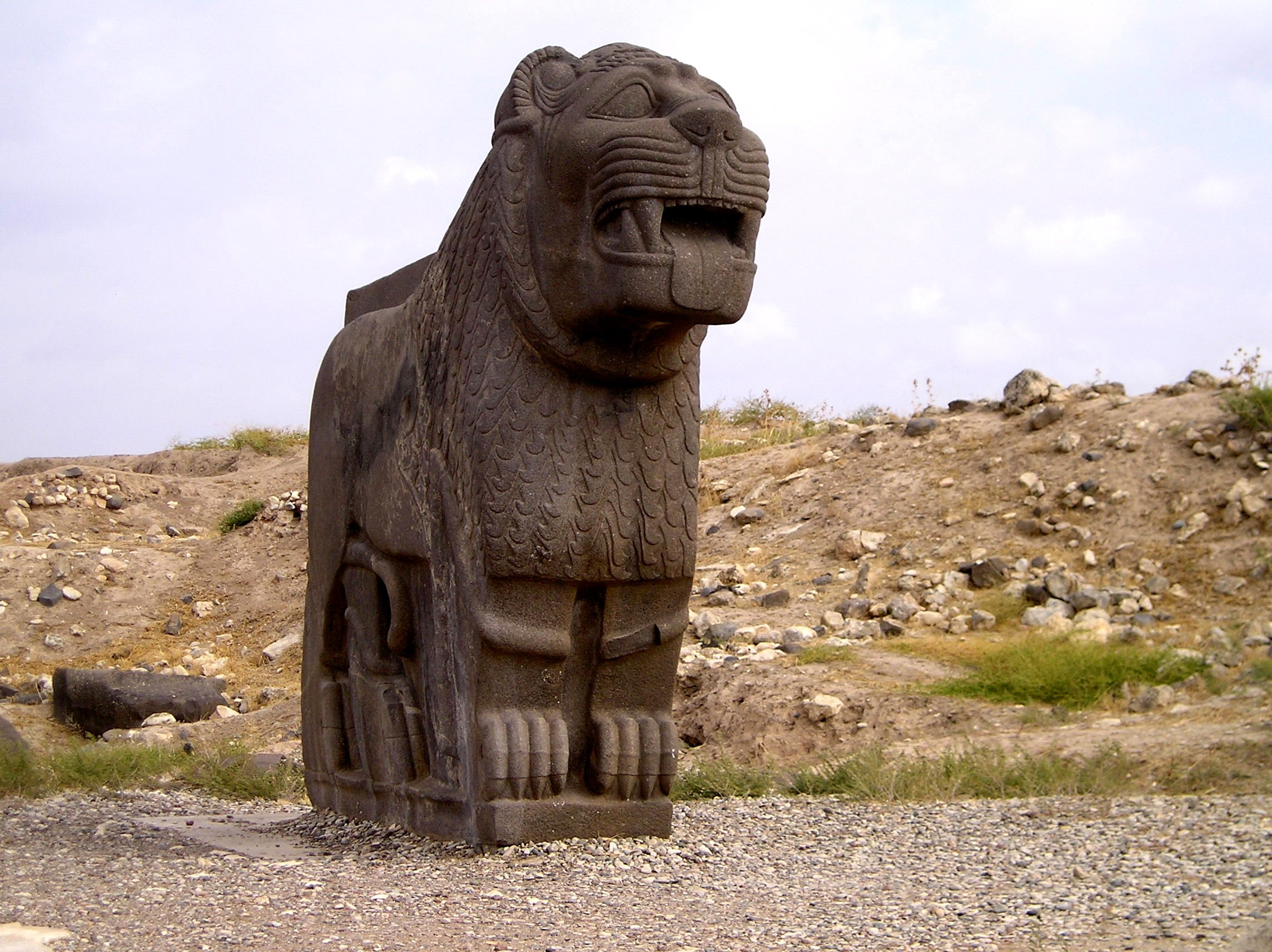
Базальтовый лев из Айн-Дары. Вероятно, в 2019 году украден.

Древний храмовый комплекс Айн-Дара в долине Африна также контролировался правителями Патины (по крайней мере, до того, как попал под контроль активно расширяющегося Бит-Агуси).
Одна из надписей Тиглатпаласара III (745—727 до н. э.) содержит список городов страны Унки, в которые ассирийский царь переселил пленных из других покорённых им регионов. Помимо столицы (указанной в тексте как Куналия), перечень содержит следующие города бывшего царства:
- Хузарра (совр. Хазре эль-Атика)
- Та’е (или Так)
- Иргиллу
- Кулмадара
- Тарманази (вероятно, Арманаз, либо Турманин[англ.])
- Хататирра
- Сагиллу

Иные ассирийские источники, в том числе более ранние, описывающие военные походы ассирийских царей Ашшурнацирпала II (884—859) и Салманасара III (859—824) в Сирию, а также хроники самого Тиглапаласара упоминают и другие, помимо вышеуказанных, города страны Унки. Из 27 известных городов Унки/Паттины хотя бы поверхностной идентификации могут быть подвергнуты только 9 из них (33 %), а ещё принадлежность двух оспаривается.
- Алимуш[венг.] (также Алашир; помещают недалеко от современной Антакьи)
- Анлама[…]
- Арда
- Арибуа (отождествляют с Джиср-эш-Шугур)
- Бутаму (Бдама)
- Дана (Эд-Дана; учёными оспаривается принадлежность Унки и Хамату)
- Хазазу (вероятно, Телль-Азаз 2 недалеко от современного Аазаза)
- Хурму (Харим)
- Карне (учёными оспаривается принадлежность Унки и Бит-Агуси)
- Лапситания
- Мудру (некоторыми идентифицируется как Айн-Дара)
- Муруа
- Нулия
- Та[…]
- Тайя
- Тирис[…]
- Уннига (Телль-Джудейда 3)
- Ур[…]
- Уриме (Урум аль-Сугра недалеко от Алеппо, что оспаривается ввиду дальности до территорий Унки)
- Уррус
- […]ри(-)[…]
- URU[…]5

Примечательно, что некоторые города (например, Хазазу) в ассирийских хрониках IX века указываются среди городов царя Патины, однако в анналах Тиглатпаласара III (VIII век) они идентифицируются уже как принадлежащие к Бит-Агуси (Арпад), что должно указывать на расширение территории арамейского царства за счёт земель Унки.

## История

### Ранняя история
Царство железного века в долине Амук было, по предположениям учёных, вероятно, создано во время катастрофы бронзового века в результате захвата и оседания народов моря на территории подконтрольных Хеттской империи царств Мукиш (Алалах), Нухашше, Угарит, Амурру. Однако, несмотря на то, что правители не были непосредственно связаны с хеттским государством и вероятное происхождение от другой этнической группы, культура их была явно продолжением хеттской, их цари носили хетто-лувийские (или хурритские) имена, часто напоминавшие о славном прошлом, а главное — они ощущали себя прямыми продолжателями хеттской традиции, считая себя наследниками империи Хатти.
Первым известным правителем в регионе был Тайта, имя которого известно по нескольким лувийским иероглифическим надписям, разбросанным довольно далеко от предполагаемого центра государства, Киналуа — в Алеппо и окрестностях Хамы. Это позволило выдвинуть теорию о существовании в XI веке до н. э. довольно значительного царства Тайты, мини-империи, простиравшейся от Алеппо на юг до окрестностей Хамата и, возможно, включавшего Каркемиш (хотя контекст упоминания Каркемиша в надписи и неясен).
Контекст нескольких стел позволил предположить о существовании двух династов с именем Тайты — первого, восстановившего храм Тешуба/Тархунта/Хадада в Алеппо и установившего там барельеф со своим именем, и второго, его внука, известного по стелам из Шейзара и Мехарда.

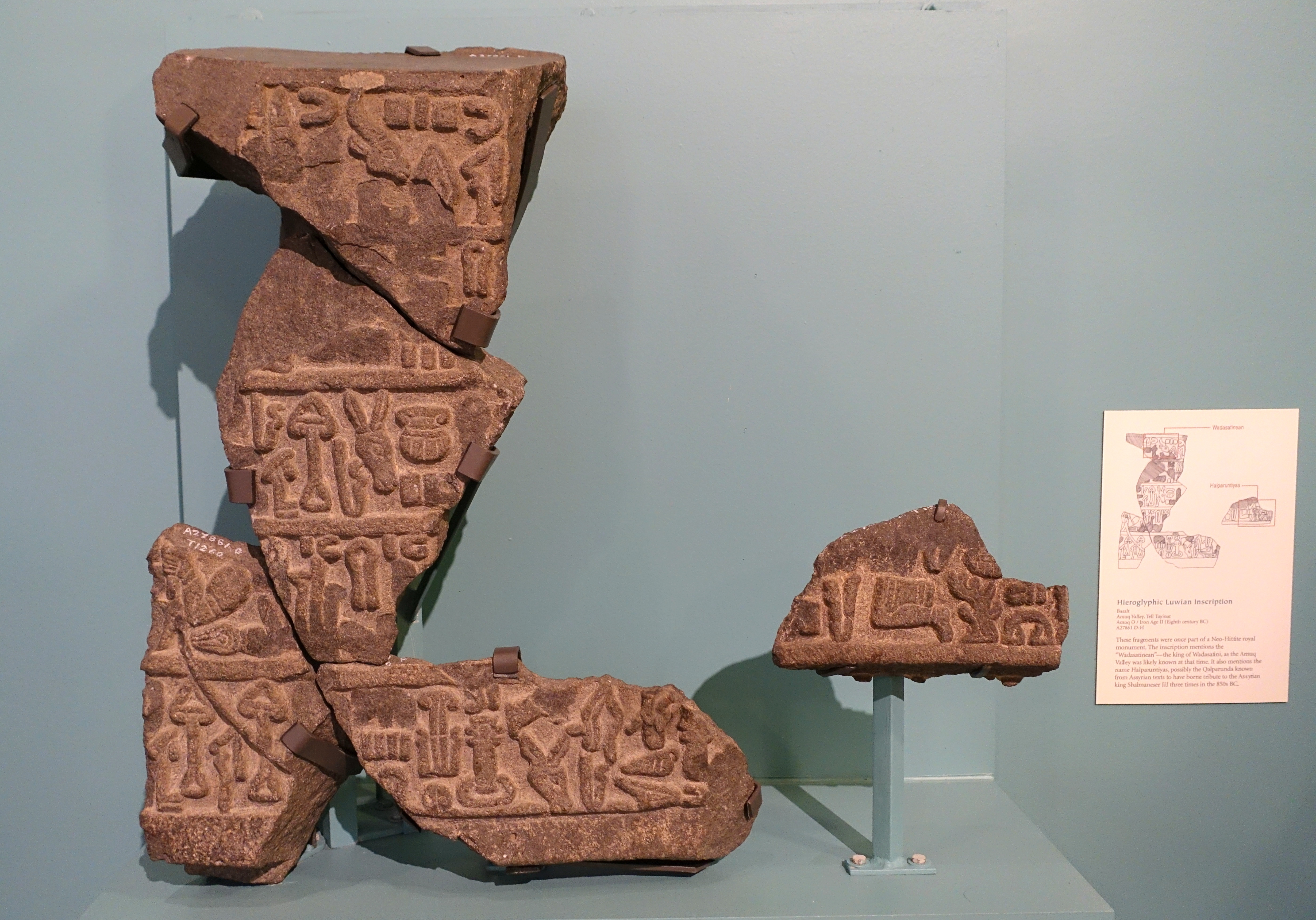
Надпись TELL TAYINAT 1.

Другой известный правитель царства носил известное хеттское имя Суппилулиума. Он, называя себя царём Валистин и сыном царя Мананы, рассказывает в двух стелах, найденных у курортного городка Арсуз, о военной кампании против страны Хиява (то есть, Куэ). Схожесть этих надписей с текстами из Каркемиша позволили датировать правление Суппилулиумы X веком.
Последним правителем Валистин, известным науке на сегодняшний день, является Хальпарунтия (I), имя которого появляется в надписи (TELL TAYINAT 1), датируемой концом X века до н. э. Дальнейшая судьба царства в регионе Амук на протяжении полусотни лет доподлинно неизвестна, также как и ранняя история Унки/Паттины, государства-преемника, включая образование этого царства.

### Династия Лубарны
Линия преемственности от Палистин к Паттине вызывает споры среди исследователей. Большинство учёных придерживается мнения, что царство с двойным названием Унки/Паттина — это государство-обрубок империи Тайты и его преемников. История его, в основном известна по ассирийским источникам. Первым царём Патины, известным из хроники Ашшурнацирпала, является Лубарна (I), по имени которого правящая династия страны в IX веке до н. э. и получила своё условное обозначение (нем. Lubarna-Dynastie).

#### Лубарна I
Ашшурнацирпал II, подчинив Бит-Адини и переправившись через Евфрат во время половодья с помощью надуваемых мехов, двинулся в 876—875 гг. до н. э. против Кархемыша. Ничего не говоря ни о каком сражении с царём Каркемыша, хроника похода подробно перечисляет дань, которую тот заплатил. Вероятно, что Сангара, испуганный успехами ассирийского царя, не решился вступить в бой, а предпочёл подчиниться ассирийцам. Отсюда ассирийцы двинулись далее по Северной Сирии и достигли Унки. Его царь Лубарна, несмотря на захват ассирийцами города Хазазу, предпочёл не сопротивляться и уплатить дань. Среди прочего, ассирийцами было получено 20 талантов серебра, 1 талант золота и 100 талантов железа. Пробыв какое-то время в столице Патины Канулуа, Ашшурнацирпал пересёк Оронт и захватил патинейский город Арибуа, самую южную крепость Лубарны, превратив его в ассирийскую военную колонию, призванную защищать пути к Средиземному морю. Отсюда он совершал атаки на земли Лухути. Затем он, вероятно, перемахнув хребты Ансарии, достиг около Латакии Средиземного моря, согласно древнему обычаю, омыл оружие в его водах и получил дань от правителей Финикии. Воздвигнув стелу в знак победы и нарубив кедров в лесах Амана, Ашшур-нацирпал вернулся на родину через серверную страну Мехру (Mekhru или Izmehri). В результате 9-й своей кампании Ашшурнацирпалу удалось пробить для ассирийцев дорогу к Средиземному морю. Ассирийские войска пересекли долину Оронта и достигли гор Амана, откуда вывозился ценный строевой лес.

#### Салпалулме

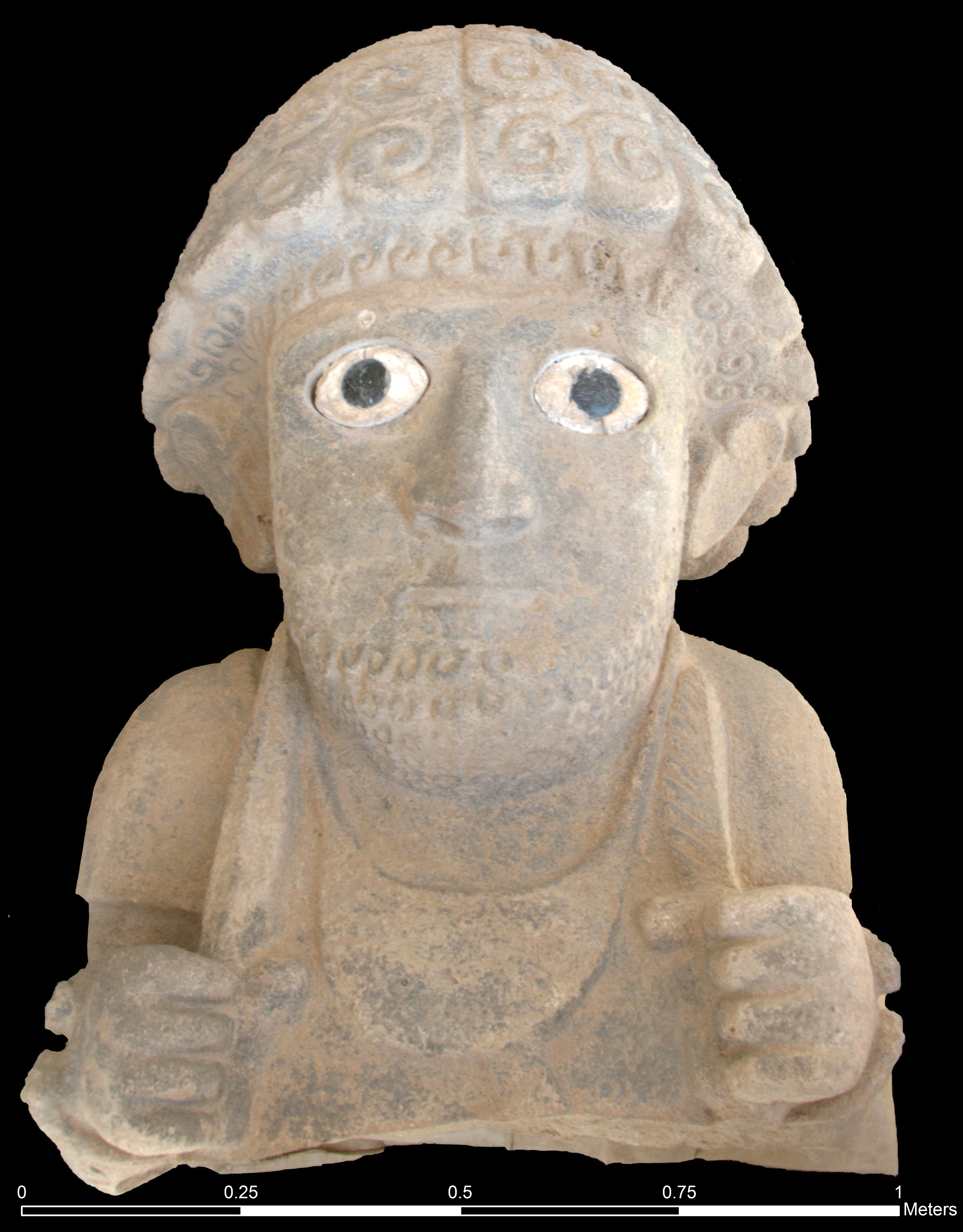
Статуя Салпалулме.

Год воцарения ассирийского царя Салманасара III (то есть, 858 до н. э.) традиционно определяют и последним годом правления патинейского Лубарны I, так как в надписях Салманасара царём Патины называют уже Салпалулме. Однако находка в 2012 году при раскопках в Телль-Тайинате статуи Суппилулиумы II, отождествляемого с Салпалулме ассирийских источников, вызвало новые вопросы. В частности, вопрос о том, могла ли монументальная скульптура быть создана в честь эфемерного царя (соправителя или вице-короля) с длительностью правления в год? Вероятно, он был крайне важной фигурой для Патины, чего, очевидно, не добиться за год. Многие исследователи на этом основании озвучили теорию, что, возможно, в Патине было два синхронных правителя, или даже что «Лабарна» — просто титул патинейских царей. Другой взгляд предлагает существование ещё одного Суппилулиумы в царстве Валистин, вероятно, царствовавшего после Хальпарунтии (I).
Взошедший на престол сын Ашшурнацирпала практически сразу решил повторить триумфальный поход своего отца на запад, «к Великому морю». Первым из государств Верхней Сирии с новым ассирийским царем столкнулся Бит-Адини. Его правитель Ахуни вынужден был признать себя вассалом ассирийского царя при Ашурнацирпале II, но после восшествия на престол Салмансара III он выступил против Ассирии. В первый же год своего правления Салманасар двинулся против него. Это было естественно ввиду стратегического месторасположения, контролировавшего переправу через Евфрат у Тиль-Барсипа — без его подчинения были невозможны дальнейшие военные походы в Сирию. В нескольких сражениях арамейские воины были разбиты, города взяты ассирийцами, что дало им возможность переправиться через Евфрат.
Вскоре неохеттские государства верхней Сирии и Киликии создали коалицию, в которую вошли Унки, Бит-Адини, Кархемыш, Яуди (Сам’аль). Если верить ассирийским надписям, то инициатором создания этой коалиции был царь Унки Салпалулме, который и призвал на помощь других царей. Коалиция потерпела поражение в битве при Лутибу, однако не сдалась. Более того, к ней в страхе перед ассирийским вторжением примкнули новые государства. Но и на этот раз сирийцы и киликийцы были разбиты. Армия Салманасара пересекла Оронт, дошла до гор Аман и там одержала новую победу, взяв крепость Алимуш. После этих событий коалиция распалась. А Салманасар, навязав дань также и Араме, возглавлявшему Бит-Агузи, ушёл в Ассирию.

#### Кальпарунда

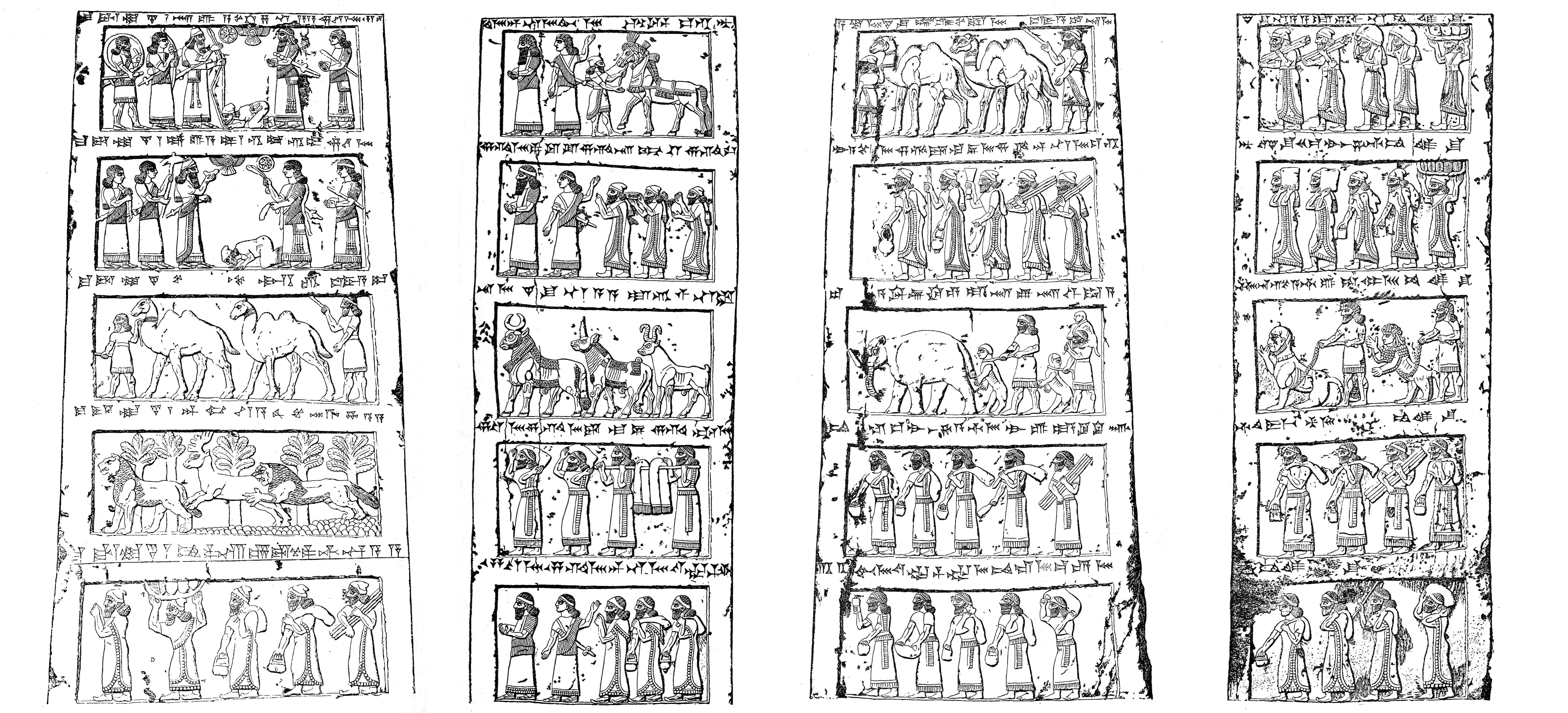
Прорисовка четырёх сторон Чёрного обелиска. Нижний ряд показывает дань от Кальпаруды из Патины.

В следующем, 857, году Салманасар III снова двинулся в Сирию, и Ахуни вновь выступил против него. Но Салманасар сумел разбить его, вновь собрав дань с других правителей северной Сирии.
Победная надпись Салманасара перечисляет имена царей-данников того похода. Согласно этому списку, трон Патины занимал уже не Салпалулме, а Кальпарунда (лув. Хальпарунтия). Причины этого изменения доподлинно неизвестны. Ассирийские источники не сообщают о свержении предшествующего царя или его гибели в бою. Исследователи склонны связывать такое изменение с последствиями предыдущего похода Салманасара. Возможно, это явилось результатом борьбы проассирийской и антиассирийской партий при дворе Унки и победы первой, с закономерным свержением противника Ассирии, или же своеобразным наказанием Салпалулме за поражение.
В следующем году ассирийцы осадили Тиль-Барсип, и, наконец, взяли его штурмом. Ахуни бежал на гору Шитамрат (Ромкла). Здесь, после года осады, в 855/854 году до н. э. разыгралась последняя битва, в которой арамеи потерпели поражение. Бит-Адини как отдельная этно-политическая единица был ликвидирован, а жители его переселены на территорию самой Ассирии.
После этого Салмансар с армией пересёк Евфрат, направляясь на юг, к Питру, где его встретили с дарами цари северной Сирии, в числе коих был и патиней Кальпарунда. Решив, что настало время обратить оружие против наиболее опасного противника на западе — Дамаска, гегемона Арама, Салманасар направился вглубь Сирии, совершив шаг, так заботливо избегаемый его отцом. Итогом этого противостояния стала битва при Каркаре с крайне спорным для ассирийцев результатом. Ассирийские войска не только не двинулись далее, на Дамаск, но даже вынуждены были вернуться обратно в Ассирию.
В 11 год своего правления (848), при очередном не слишком удачном походе в Сирию, Салманасар сообщает о своём ударе по северным областям Хамата из гор Амана, то есть с территории лояльной ему Патины. Тут он вновь получил дань от царя Кальпарунды.

#### Лубарна II

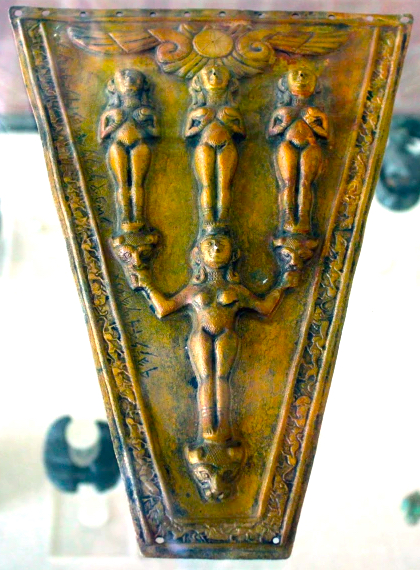
Налобник из Герейона Самосского из Герейона Самосского с надписью дамасского царя Азаила

В следующий раз в письменных источниках царство Патина появляется только в 831—829 годах до н. э. В 831 году патинеи свергли своего царя Лубарну (II), сторонника Ассирии и вероятного наследника Кальпарунды. Не исключено, если судить по имени, что тот был родственником правившей до этого династии. В результате переворота на троне оказался некий Сурри, которого в ассирийских источниках называют «общинником/неблагородным, занявшим трон». Наличие таких политических страстей позволяет говорить о существовании в Унки антиассирийской партии, которая была недовольна и новым царем, и его, вероятно, проассирийской позицией, однако точные причины назвать сложно. Вероятно, активную роль в антиассирийском перевороте играл новый дамасский царь Азаил, о чём, по одной трактовке, может свидетельствовать арамейская надпись на детали упряжи из Герейона Самосского.
Когда эта новость достигла Салманасара, он послал своего полководца Даян-Ашшура восстановить порядок в Паттине. Даян-Ашшур сверг узурпатора и захватил Кунулуа. Сурри был убит ещё до вступления туртанну в столицу, вероятно в результате самоубийства. Его сын Заиппарма и зачинщики восстания были убиты.
Лубарна был, по-видимому, убит ещё при перевороте, так что восстановить из легитимной династии на престоле было некого. Поэтому ассирийцы посадили на престол Патины некоего Саси из Куруссы (либо страны Uzza). Поскольку его связь с прежней династией никак не отмечается и не подчеркивается законность его утверждения на престоле, можно полагать, что к прежним царям ассирийский ставленник не имел никакого отношения — возможно, он был лидером проассирийской партии.

### Стела из Антакьи
Смерть Салманасара III (824 год до н. э.) знаменует исчезновение упоминаний страны Паттин из ассирийских хроник более чем на век. Это связано с постоянными смутами в самой Ассирии. После кампаний ассирийского царя Адад-нирари III против Дамаска (802 до н. э.) и Мансуата (796 до н. э.) в течение полувека ассирийское вмешательство в дела Сирии было коротким и неэффективным.
Значение Северной Сирии как узловой точки нескольких важных торговых путей предопределило противостояние Урарту и Ассирии в попытках установить контроль над этим регионом, используя и дипломатические, и военные средства.
Вероятная экспансия царства Урарту на запад до самой Хатины может датироваться последними годами правления царя Менуа, так как в течение 50 лет, предшествовавших захвату трона Тиглатпаласаром III (745 год до н. э.), ассирийские силы не являлись серьёзной угрозой для урартского воздействия в северной части Сирии. Однако влияние Урарту на северную часть Сирии, если и было, то, скорее всего, мимолётным.
Таким образом, местные государства были фактически предоставлены сами себе. Скорее всего, ассирийское вторжение привело к кризису в Патине, результатом чего стало ослабление страны. Конец IX века до н. э. знаменуется восстановлением господства Дамасского царства на землях Сирии. Азаил оправился от поражения, нанесённого ему ассирийцами, а благодаря временному упадку Ассирии после Салманасара III, Дамаск стал снова региональным гегемоном. В сферу его влияния входила также и Унки. Об этом свидетельствует стела Заккура, царя Хамата и Луаша, повествующая о том, как Бен-Хадад III, наследник Азаила, во главе коалиции осадил Хазрак, столицу Заккура. Среди прочих участников коалиции указывается Амк, легко идентифицируемый со страной Унки ассирийских источников.

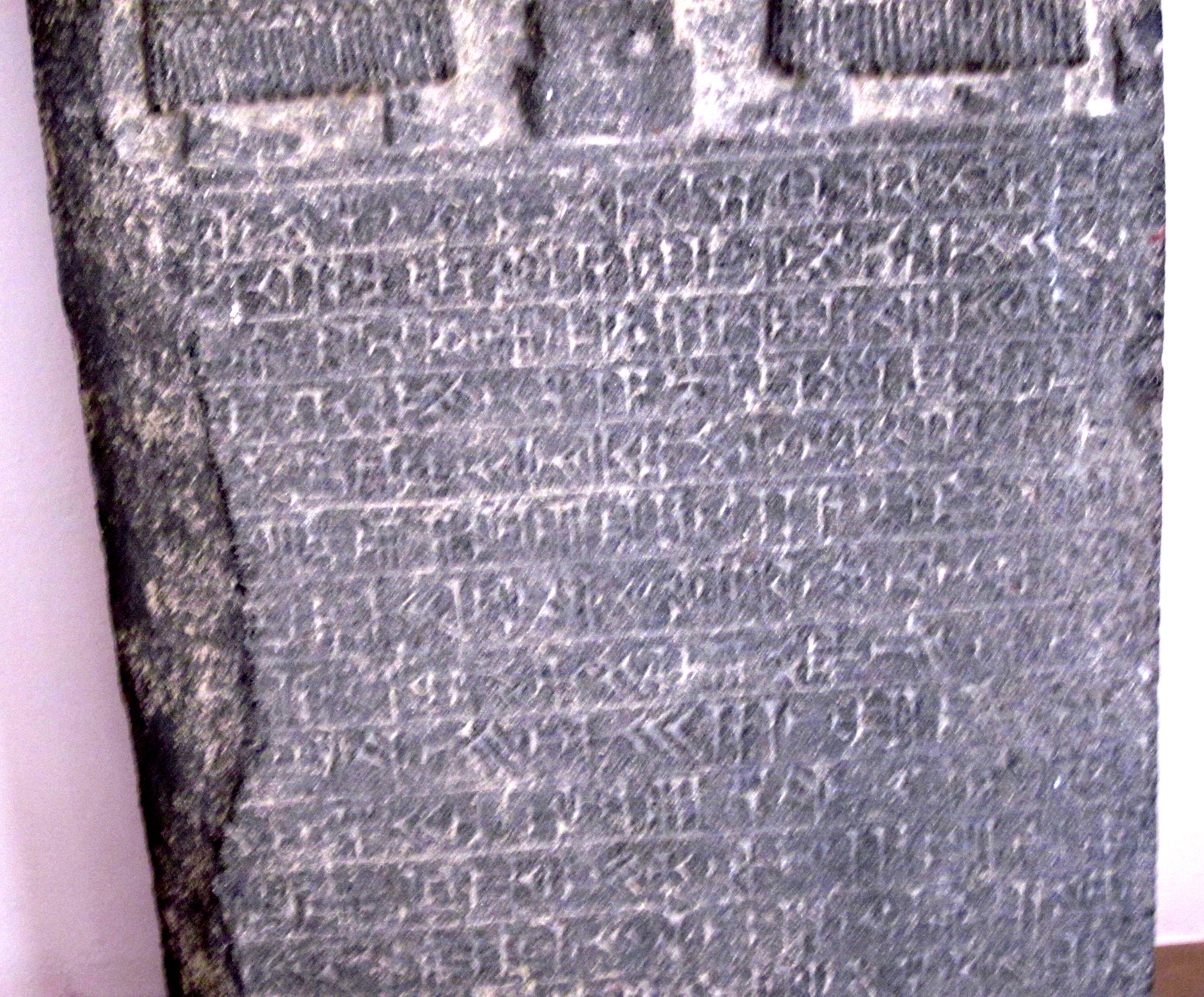
Стела из Антакьи.

Древняя стела, случайно обнаруженная В 1968 году в Турции между городами Антакья и Самандаг, и ныне известна как Стела из Антакьи, по мнению некоторых исследователей, способна пролить свет на судьбу Унки в первой половине VIII века до н. э. Клинописная стела, выступающая и в виде пограничного знака, повествует о регулировании некоего территориального спора между Арпадом (Бит-Агуси) и Хаматом, причём посредниками в этом выступали ассирийцы. Согласно тексту соглашения, Заккур Хаматянин должен был передать царю Арпада Аттаар-шумки, сыну Абираму, город Нахласи и все прилегающие земли. Споры вызвало упоминание реки Оронт. Согласно одному из толкований, Оронт должен был выступить границей между царствами Хамат и Бит-Агуси. Однако удалённость стелы (при условии неизменности местоположения с момента установки или близости к Оронту, вниз по течению которого она могла быть спущена) от традиционных территорий Бит-Агуси, позволила некоторых учёным выдвинуть теорию о разделе между Хаматом и Арпадом территории царства Паттина (или её значительной части в долине Габ). Более умеренные мнения говорят об анклаве или эксклаве Арпада, включении в сферу влияния либо же вовсе о разделе вод Оронта.

### Антиассирийское восстание

Урарту и его вассалы около 743 до н. э.

Унки вновь появляется в ассирийских текстах в середине VIII века до н. э., когда Ассирия вновь усиливается при Тиглатпаласаре III. Уже на третьем году царствования, в 742 году до н. э., этот царь двинулся на запад. Царь Урарту Сардури II пришёл на помощь своим сирийским союзникам, но в генеральном сражении был разбит, однако понадобилось ещё три года, чтобы привести к покорности Арпад и другие сирийские государства.
Исследователи обычно усматривают в том, что среди участников этих событий царство Унки не указано, признак его первоначальной проассирийской ориентации.
Не прошло и двух лет, как, воспользовавшись тем, что Тиглатпаласар вёл войну на востоке, активизировалась антиассирийская коалиция в Сирии. Некто Азрияу, вероятно, один из владетелей Верхней Сирии, привлёк на свою сторону царя страны Унки Тутамму и 19 городов Хаматского царства и поднял восстание. Столица Патины, Куланни, стала, после падения Арпада в 740 году до н. э., центром антиассирийского движения на западе. Но верный Ассирии царь Сам’аля Панамму немедленно сообщил об этом Тиглатпаласару. В 739 году до н. э. Тиглатпаласар выступил в поход, быстро сокрушил мятежников и уничтожил их царства. Окончательно Северная Сирия была замирена в 738 году до н. э, когда Тиглатпаласар захватил царство Унки, а столицу его, город Киналиа, атаковал «с яростью в сердце» (ina uzzi libbiya) и разрушил. Ункийцев депортировали, заселив на территории бывшего царства Бит-Сангибути. Тиглапаласар, вспомнив то, что Тутаму нарушил вассальную присягу, создал новую ассирийскую провинцию Куллани на месте древнего царства. Такая же судьба постигла девятнадцать хаматских городов — они были превращены в новую ассирийскую провинцию, доходящую до моря у Библа, с центром в Симирре. Первым наместником этой провинции был назначен сын и наследник Тиглатпаласара III Салманасар. Таким образом, Тиглапаласар стал первым из ассирийских государей, что включил в состав собственно Ассирии земли к западу от Евфрата.

### Ассирийская провинция

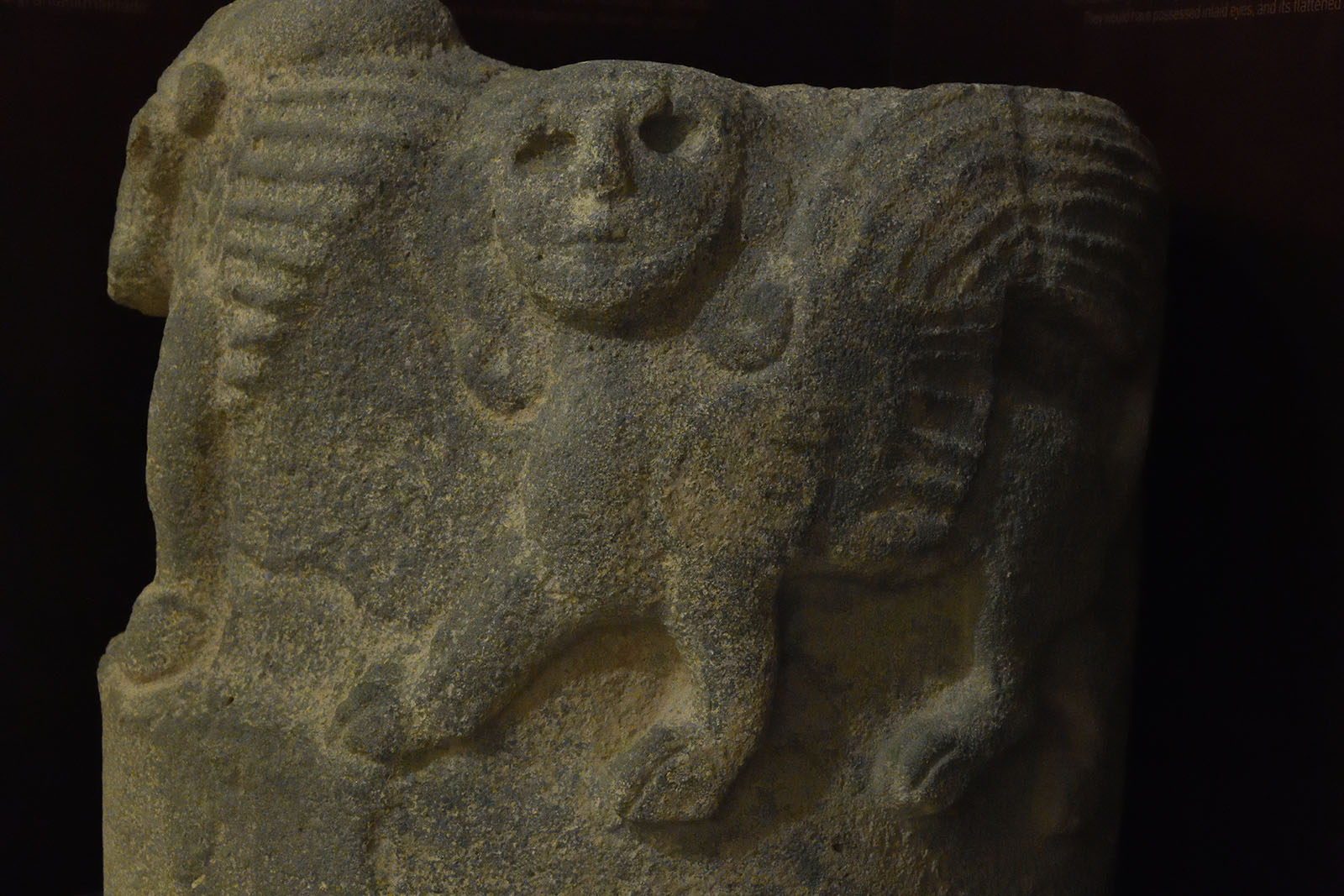
Основание колонны с изображением хеттского сфинкса.

Земли царства Унки были превращены ассирийскую провинцию Куллани (или Киналия/Куналия, как в тексте присяги Асархаддона), во главе которой стоял областеначальник (bēl pāḫete, pāhutu или pāhiti), зачастую евнух (ša rēši). Вероятно, до самого падения Ассирийской империи находилась в её составе, ничем не выделяясь, за исключением упоминания в царствование Асархаддона в качестве лимму (эпонима) губернатора провинции (некоего Manzame или Man(nu)zame) в 684 году до н. э. и при правлении Ашшурбанипала.
Тиглатпаласар, разорив город, вероятно его реорганизовал и заселил его чужеземцами. В ходе археологических раскопок на холме обнаружен дворец губернатора по типу бит-хилани, сходный с резиденциями в Телль-Ахмаре (Тиль-Барсип) и Арслан-Таше (Хадаату). Среди прочего, были также найдены ритуально захороненные под камнями дороги, ведущей в крепость, колонна с изображением сфинкса, считавшегося на Ближнем Востоке традиционно «царским» зверем, и колоссальная скульптура, составлявшие ансамбль ворот царской цитадели.
Из находок ассирийского периода обнаружены обломки стелы Саргона II, рассказывающей о подавлении восстания царя Хамата Илубиди, и тайник с клинописными табличками, среди которых — текст клятвы/присяги (adê) на верность преемнику царя Асархаддона, его сыну Ашшурбанапалу, весьма схожий с подобными договорами, заключёнными с мидийскими вождями и обнаруженными в ходе раскопок в Кальху.

## Известные правители
| Имя                         | Дата                        | Примечания                                                            | Современник                 | Источники                   |
| Ранние правители (Палистин) | Ранние правители (Палистин) | Ранние правители (Палистин)                                           | Ранние правители (Палистин) | Ранние правители (Палистин) |
| --------------------------- | --------------------------- | --------------------------------------------------------------------- | --------------------------- | --------------------------- |
| Тайта I                     | ок. 1025 до н. э.           |                                                                       |                             | лувийские                   |
|                             |                             |                                                                       |                             |                             |
| Тайта II                    | ок. 980 до н. э.            | внук (или племянник) Тайты I                                          |                             | лувийские                   |
| Манана                      | ок. 960 до н. э.            |                                                                       |                             | лувийские                   |
| Суппилулиума (I)            | ок. 940 до н. э.            | сын Мананы                                                            |                             | лувийские                   |
| Хальпарунтия I              | ок. 920 до н. э.            |                                                                       |                             | лувийские                   |
| Династия Лубарны            |                             |                                                                       |                             |                             |
| Лабарна I                   | ок. 875/870—858 до н. э.    | ассир. Лубарна, Либурна                                               | Ашшурнацирапал II           | ассирийские                 |
| Суппилулиума II             | 858 до н. э.                | ассир. Салпалулме                                                     | Салманасар III              | ассирийские, лувийские      |
| Хальпарунтия II             | ок. 857—848 до н. э.        | ассир. Кальпарунда. Иногда отождествляется с гургумским Халпарунтией. | Салманасар III              | ассирийские                 |
| Лубарна II                  | ок. 850/840—831 до н. э.    |                                                                       | Салманасар III              | ассирийские                 |
| Поздние правители           |                             |                                                                       |                             |                             |
| Сурри                       | 831—829 до н. э.            | узурпатор                                                             | Салманасар III              | ассирийские                 |
| Саси                        | 829 — ? до н. э.            | ставленник Ассирии                                                    | Салманасар III              | ассирийские                 |
|                             |                             |                                                                       |                             |                             |
| Тутамму                     | ? — 738 до н. э.            | ассир. вероятно, сокращение от лувийского «Тутаммува» (Tutamuwa)      | Тиглатпаласар III           | ассирийские                 |